# Éric Carrière
Éric Carrière (* 24. Mai 1973 in Foix) ist ein ehemaliger französischer Fußballspieler, der im Mittelfeld aktiv war.

## Karriere

### Verein
Der Spielmacher führte den FC Nantes zur Meisterschaft 2001, wechselte dann für die Ablösesumme von 12 Millionen € zu Olympique Lyon, wo er anschließend drei Mal in Folge den Titel holen konnte. 2004 wurde er zum RC Lens transferiert. Ab der Saison 2008/09 spielte er beim französischen Zweitligisten FCO Dijon. 2010 beendete Carrière seine aktive Laufbahn.

### Nationalmannschaft
Auch für die französische Nationalmannschaft lief er auf und war Teilnehmer am Confederations Cup 2001 in Japan und Südkorea, den Frankreich gewinnen konnte. Insgesamt absolvierte er 10 Länderspiele und erzielte dabei 5 Tore.

## Erfolge

### Verein
- Französischer Meister: 2001, 2002, 2003, 2004
- Französischer Pokalsieger: 1999, 2000
- Trophée des Champions: 2003

### Nationalmannschaft
- Confederations Cup:  2001

### Individuell
- Ligue-1-Spieler des Jahres: 2001

## Privates
Er ist verheiratet und hat eine Tochter.